# Большой отскок
Большой отскок (англ. Big Bounce) — космологическая гипотеза формирования Вселенной, вытекающая из циклической модели, или интерпретация теории Большого взрыва, согласно которой возникновение нашей Вселенной стало результатом распада некоей «предыдущей» Вселенной.

## История
Истоки концепции «Большого отскока» восходят к работам Виллема де Ситтера, Карла фон Вайцзеккера, Джорджа МакВитти и Георгия Гамова (последний отметил, что «с точки зрения физики мы должны полностью забыть о периоде до коллапса [Вселенной]»). Тем не менее, сам термин «Большой отскок» не появлялся в научной литературе до 1987 года.
Впервые он появился в названиях двух статей на немецком языке Вольфганга Пристера и Ханса-Йоахима Бломе в журнале Stern und Weltraum. Затем термин появился в публикации Иосифа Розенталя 1988 года Big Bang, Big Bounce (перевод на английский язык русской книги, вышедшей под другим названием), и в статье 1991 (на английском языке) Пристера и Бломе в Astronomy and Astrophysics.
Сам термин, видимо, возник от названия романа Элмора Леонарда 1969 года The Big Bounce (на русский язык переводится как «Большая кража»), после того как научное сообщество получило подтверждение гипотезы Большого взрыва после открытия Пензиасом и Уилсоном в 1965 году микроволнового реликтового излучения.

## Расширение и сжатие Вселенной
С точки зрения теории осциллирующей Вселенной, Большой взрыв не был началом нашей Вселенной — она могла образоваться в результате стремительного сжатия («отскока»), управляемого сложными эффектами квантовой гравитации, в свою очередь, породившего взрыв. Это говорит о том, что мы с одинаковым успехом можем жить как в любой точке бесконечной последовательности возникающих Вселенных, так и, наоборот, в «первой итерации» Вселенной.
Основная идея квантовой теории Большого отскока заключается в том, что в условиях, когда плотность материи стремится к бесконечности, меняется поведение квантовой пены. В условиях Большого сжатия все так называемые фундаментальные физические постоянные, в том числе скорость света в вакууме, не являются постоянными, особенно в промежуток времени, меньший, чем минимально доступный для измерения (Планковское время, примерно ≈ 5,4⋅10−44 с). Из этого следует, по аналогии с соотношениями неопределённости в квантовой механике, что объёмы Вселенной до и после «Большого отскока» становятся «неопределённой парой», то есть точно вывести одну величину из другой невозможно.
Модель Большого отскока, однако, не позволяет объяснить, каким образом идущее в настоящее время расширение Вселенной сменится её сжатием.

## Дальнейшее развитие теории
В 2003 году Питер Линдс выдвинул новую космологическую модель, в которой время является циклическим. Согласно этой модели, наша Вселенная в конце концов должна перестать расширяться и начать сжиматься. При этом, согласно точке зрения Линдса, возникновение сингулярности приведёт к нарушению второго начала термодинамики, поэтому Вселенная не может «схлопнуться» до состояния сингулярности. Линдс предполагает, что история Вселенной в точности будет повторяться в каждом цикле в вечном возвращении. Научное сообщество не разделяет теорию Линдса в силу того, что строгую математическую модель в ней заменяют философские соображения.
В 2007 году Мартин Боджовальд из университета штата Пенсильвания опубликовал работу по теории петлевой квантовой гравитации (ТПКГ), в которой предложил новую математическую модель, описывающую концепцию квантовых состояний, как существовавших до Большого взрыва и изменявшихся в ходе него, вопреки господствовавшей ранее точке зрения, что эти состояния появились вместе с нашей Вселенной лишь в процессе этого взрыва.
Для того, чтобы получить данные о состоянии до Большого взрыва (то есть характеристики той Вселенной, которая существовала до нашей), Боджовальд разработал собственный подход к ТПКГ. Боджовальд сделал ряд успешных аппроксимаций и переформулировал некоторые квантово-гравитационные математические модели, максимально упростив уравнения ТПКГ, чтобы получить их аналитические решения. Уравнения Боджовальда, в свою очередь, для вывода характеристик «предыдущей» Вселенной требуют знания ряда параметров «нынешней» Вселенной.
В 2008 году в журнале Physical Review Letters опубликована статья Аштекара, Корики и Сингха, развивающая подход Боджовальда.
В 2011 году Никодем Поплавски показал, что несингулярный «Большой отскок» следует из теории гравитации Эйнштейна-Картана-Сиамы-Киббла. В этой теории результирующие уравнения для описания пространства-времени распадаются на два класса. Один из них аналогичен уравнениям общей теории относительности, с тем отличием, что в тензор кривизны включены компоненты с аффинным кручением. Второй класс уравнений задаёт связь тензора кручения и тензора спина материи и излучения. Минимальная связь между кручением и спинорным полем порождает отталкивающее спин-спиновое взаимодействие, которое играет большую роль в фермионной материи при очень высоких плотностях. Такое взаимодействие предотвращает образование гравитационной сингулярности. Вместо этого коллапсирующая материя достигает огромной, но конечной плотности и «отскакивает», образуя другую сторону моста Эйнштейна — Розена, которая растёт в качестве новой вселенной. Этот сценарий также объясняет, почему существующая Вселенная в больших масштабах является однородной и изотропной, обеспечивая физическую альтернативу космической инфляции.
В 2012 году Кай, Иссон и Роберт Бранденбергер успешно построили новую теорию несингулярного «Большого отскока» в рамках стандартной эйнштейновской теории гравитации. Эта теория позволяет объединить концепции Большого отскока и экпиротического сценария, и, в частности, позволяет разрешить проблему нестабильности Белинского-Халатникова-Лифшица.
В 2020 г. Роберт Бранденбергер и Зивей Ван из Университета Макгилла (в Канаде) математически просчитали момент «Большого отскока», когда наша Вселенная прекращает расширяться и, наоборот, сжимается до невероятно маленькой точки и возвращается в состояние «Большого взрыва». Таким образом, до Большого взрыва существовала такая же Вселенная, как наша, но она «умерла» — всё пространство-время, в котором не осталось ничего в результате максимальной энтропии, нарастающей на протяжении 100 центиллионов лет, начало сжиматься в сингулярность с центром в какой-то «чёрной дыре», которая превратилась во «всеобщую чёрную дыру» (теория Ли Смолина). После сжатия сингулярность разогрелась до критической температуры, и родилась наша Вселенная. Но она закончит свою жизнь так же, как и предыдущая — в результате «Большого сжатия». Согласно этой модели, так происходило и будет происходить бесконечное число раз.